# Christian Bermúdez
Christian Bermúdez (* 26. April 1987 in Nezahualcóyotl, Edo. de México), wegen seiner geringen Größe auch unter dem Spitznamen Hobbit bekannt, ist ein mexikanischer Fußballspieler, der vorwiegend im Mittelfeld agiert.

## Leben
„El Hobbit“ Bermúdez begann seine Profikarriere 2006 beim Club Atlante, für den er sein erstes Spiel in der höchsten mexikanischen Spielklasse am 19. August 2006 in einem Heimspiel gegen den San Luis FC absolvierte, das 1:0 gewonnen wurde. Seinen ersten Treffer in der ersten Liga erzielte er am 3. März 2007 in einem Heimspiel zur 1:0-Führung gegen den „alten Erzrivalen“ Necaxa (Endstand 3:0). In der Apertura 2007 gewann er mit den Atlantistas den mexikanischen Meistertitel und in der Saison 2008/09 die erste Austragung der neu formierten CONCACAF Champions League durch einen Finalsieg gegen den mexikanischen Ligarivalen Cruz Azul.
Im Winter 2011/12 wechselte er zum früheren Stadtrivalen Club América, mit dem er in der Clausura 2013 einen weiteren Meistertitel gewann und bei dem er bis Ende 2013 unter Vertrag stand. Danach spielte er eine Halbsaison beim Querétaro FC und ein Jahr lang beim Chiapas FC, ehe er in der Sommerpause 2015 zum Puebla FC wechselte.
Zwischen seinem Debüt am 16. April 2008 gegen China (1:0) und seinem bisher letzten Auftritt am 4. September 2011 absolvierte Bermúdez vier Länderspieleinsätze für die mexikanische Nationalmannschaft.

## Erfolge
- Mexikanischer Meister: Apertura 2007, Clausura 2013
- CONCACAF Champions League: 2009